# Río Kasai
El río Kasai (en Angola, Cassai) es un río transfronterizo del África central, uno de los principales afluentes  del río Congo. Se inicia en Angola, donde discurre en dirección norte, sirviendo luego de frontera con la República Democrática del Congo. Ya en territorio congoleño el río alcanza su máximo esplendor, llegando a drenar una cuenca de 925.172 km², siendo la 32.º del mundo y similar a países como Tanzania, Nigeria o Venezuela. Desagua en el río Congo en la localidad de Kwamouth (3°10′31″S 16°11′59″E / -3.17528, 16.19972). Su caudal es de 9.800-12.000 m3/s, lo que lo convierte en el afluente más potente del Congo. El corto tramo entre la recepción del río Fimi y su desembocadura en el Congo el río se conoce como río Kwa.
Sobre el río se encuentra en su máximo la selva ecuatorial africana, espectacularmente rica en biodiversidad. La localidad de Ilebo se encuentra en su curso, en el lugar navegable del río más alejado. Hasta ese punto llegan ferrys desde la capital Kinshasa y desde ese punto existe un tren hacia Lubumbashi.

## Tributarios
El río tiene muchos afluentes, algunos de ellos ríos muy importantes, de más de 1000 km de longitud, siendo los más destacados los siguientes:
- En Angola, desde la fuente a la frontera congoleña:

- río Munhango
- río Mucussuege
- río Luau
- río Kanduke
- río Dembo
- río Kasungeshi

- Desde la frontera congolesa a Tshikapa:

- río Luete
- río Lutshima
- río Lubembe
- río Longishima
- río Tshikapa

- Desde Tshikapa a Ndjoko-Punda:

- río Lovua

- Desde Ndjoko-Punda a Ilebo:

- río Kabambaye
- río Lulua
- río Longwala

- Desde Ilebo a la desembocadura en el río Congo:

- río Lutshwadi
- río Sankuru-Lubilash, con una longitud de 1150 km;
- río Lubundji
- río Loange, con una longitud de 1150 km;
- río Kwilu, con  960 km (tiene como afluente al largo río Kwango, con una longitud de 1.100 km);
- río Buma
- río Lekulu
- río Fimi-Lukenie, con una longitud de 1060 km;
- río Letomo
- río Mbala

Hay que mencionar que el río Kwango, presentado casi siempre por error como afluente del Kasai, es en cambio afluente del río Kwilu. El río Kwango que desciende de una altitud mayor que la del cauce del río Kwilu, entrega sus aguas en este último en Luanie (Bandundu). Dichas aguas colorean el Kwilu siendo visibles hasta medio kilómetro aguas abajo.
El río Fimi, afluente del Kasai, desagua en el Kasai el agua que se acumula en el lago Mai-Ndombe, lago en el oeste del Congo (Kinshasa), al este del río Congo y al sursureste del lago Tumba. Este lago cubre aproximadamente 2300 kilómetros cuadrados (890 millas cuadradas) y mide aproximadamente 130 kilómetros (80 millas) de largo y hasta 25 millas (40 kilómetros) de ancho. El lago es de poca profundidad y forma irregular, con costas bajas y boscosas, y duplica o triplica su tamaño en épocas de lluvias. Inongo, en la costa este, es el puerto principal del lago. El explorador británico-estadounidense Henry Morton Stanley fue el primer europeo en llegar al lago, en 1882.

## Transporte
El río Kasai se utiliza para el transporte fluvial desde el río Congo en Kwamouth, en la parte en que el río se llama Kwa, hasta Mushie y luego en el Kasai hasta Ilebo y  luego hasta Djokupunda. Se construyó una línea de ferrocarril para conectar Djokupunda con Makumbi.
Desde Makumbi el río es navegable hasta más al sur de Tshikapa. Un ballenero  conecta Tshikapa con Makumb.

## Cuenca
Según Water Resources eAtlas, la cuenca del río Kasai está compuesta en un 39.6% de bosques tropicales, un 55.7% son pastizales y sabana. De la cantidad original de bosques el río ha perdido el 66.4% de sus bosques primigenios. La densidad de población de la cuenca es de 14 hb/km² y existen sólo dos ciudades con más de 100.000 habitantes (Kananga y Mbuyi-Mayi). Un 2.3% de su territorio estaría protegido por medio de parques naturales. Existen 129 especies distintas de peces y 91 de anfibios.
Tras el inicio de la temporada de lluvias en octubre, el río sube unos 4 m. Cuando el nivel del agua es alto, descarga unos 12.000 m³ de agua por segundo en su desembocadura. La longitud navegable es de unos 3.500 km, incluidos los afluentes. El río principal es navegable hasta las cataratas de Wissmann.
El caudal se midió en m³/s entre 1932 y 1959 en la estación de Kutu-Moke, a unos 80 km aguas arriba de la desembocadura (leer en el gráfico).

## Importancia económica
Los afluentes del río Kasai están libres de obstáculos como cataratas y maleza fluvial, lo que los hace muy navegables. Facilitan el sector del transporte y constituyen una importante arteria comercial. El papel del río en el transporte y el comercio fue más destacado durante el periodo precolonial, cuando el comercio de esclavos era legal. Los traficantes de esclavos utilizaban uno de sus principales afluentes, el río Kwango, para navegar por la selva ecuatorial, capturar esclavos y encontrar el camino de vuelta al océano Atlántico, donde habían atracado sus barcos. Es muy controvertido que algunos de los reinos locales que se encontraban a lo largo del río Kasai apoyaran el comercio de esclavos. El reino de Rund, por ejemplo, suministraba fácilmente esclavos a los traficantes más conocidos, como John Matthews, un famoso vendedor de esclavos británico. Estas actividades, aunque se produjeron entre los siglos XVIII y XIX, dejaron un impacto duradero en las regiones en las que eran más prominentes, como entre los ríos Kwango y Kwilu. La población nunca se ha recuperado del todo, y la densidad de población es inferior a la de las zonas que no sufrieron la trata de esclavos. El desencadenante más probable de los grandes intereses británicos y portugueses en el río Kasai fue la presencia de diamantes aluviales en ricos yacimientos, especialmente en la desembocadura del río. Hay más yacimientos a lo largo de los lechos de un importante afluente, el río Kwango. De hecho, es común escuchar la frase "el corazón de los diamantes del noreste de Angola" en referencia al valle del río Kwango. Esto se debe a que los yacimientos aluviales de diamantes que se encuentran en esta región son los más ricos de Angola.
Se instaló el ferrocarril Charlesville-Makumbi para conectar Charlesville (Djokupunda) con Makumbi. Esta línea de Decauville fue construida por Forminière, la Société internationale forestière et minière du Congo, une compañía dedicada a la explotación forestal y minera, y estuvo en servicio hasta 1955.

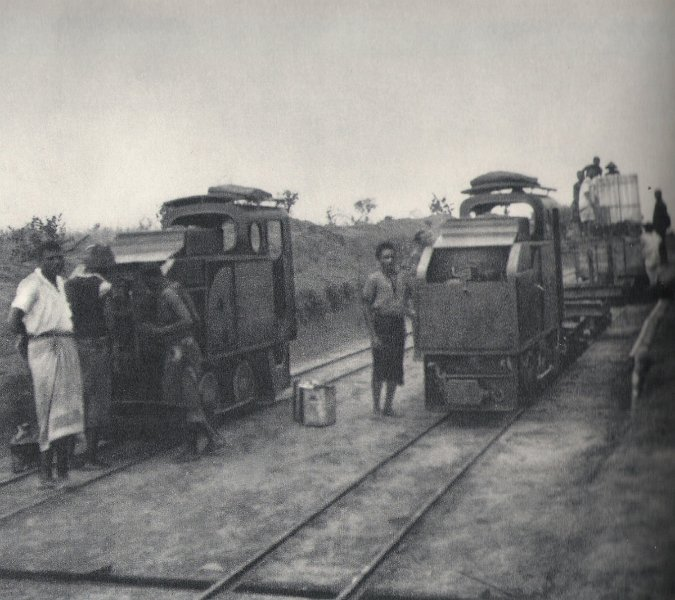
Ferrocarril entre Charlesville y Makumbi, el primer convoy tirado por una locomotora con motor de combustión interna unió estos dos puntos en octubre de 1926.

Desde Makumbi el río vuelve a ser navegable hasta el sur de Tshikapa. Un barco ballenero conecta Tshikapa con Makumbi.